# Air Horizons
Pour les articles homonymes, voir Horizon.
Air Horizons (code AITA : RN ; code OACI : EUH) était une compagnie aérienne française ayant opéré des vols entre 2004 et 2005 essentiellement depuis les aéroports Paris Beauvais et Paris Charles-De-Gaulle principalement vers le Maroc.

## Histoire
La compagnie aérienne Air Horizons est née du rachat d'Euralair alors en faillite par l'homme d'affaires franco-égyptien Raymond Lakah, propriétaire du journal France soir.
Elle assurait les vols vacances des voyagistes GO Voyages, Fram, Marmara ou Safar Tours(spécialiste du Maroc et société sœur d'Air Horizons).
Propriété de l'homme d'affaires franco-égyptien Raymond Lakah, elle desservait notamment le Maroc (avec Agadir, Marrakech, Fès, Tanger, Essaouira, Ouarzazate et Oujda) et depuis peu La Réunion.
En novembre 2004, Air Horizons envisage un hub à Montpellier pour les vols vers le Maroc. Le 1er vol a été inauguré le 27 octobre 2004 vers Casablanca. Elle partira également de l’aéroport de Charleroi en Belgique pour le Maroc (Casablanca et Oujda) avec possibilité d'escale à Montpellier. 
La ligne Beauvais-Montpellier-Casablanca permet aussi de commercialiser des vols hebdomadaires entre Montpellier et Paris-Beauvais à 120 euros l'aller-retour.
Un Boeing 737-800 est dédié aux vols ''FRAM'' à destination du bassin méditerranéen et du Sénégal.
Go Voyages affrétait deux Boeing 757-200 de 219 sièges à Air Horizons en novembre 2005.
C'est le 25 octobre 2005 que le Boeing 757-200 d'Air Horizons s'est posé sur la piste de l'aéroport Roland Garros à la Réunion pour Go Voyages avec ses 213 passagers. Ce vol inaugure une nouvelle liaison hebdomadaire avec la métropole via Djibouti.
La compagnie Air Horizons desservait l'Egypte pour le compte de Star Airlines, sa société sœur, pour le voyagiste Marmara. 
La société traverse alors une zone de turbulences liée en partie à l’augmentation des prix de kérozène. 
Après avoir déposé son bilan auprès du tribunal de commerce de Bobigny, elle s'est placée en cessation de paiements  le 14 novembre 2005.  
Selon un communiqué de la compagnie aérienne nationale Royal Air Maroc, Air Horizons a remis aux services de la Compagnie un chèque sans provision d’un montant de 285 000 euros en règlement de services d’assistance aéroportuaire engendrant un différend entre les compagnies lors d'un vol entre Agadir et la métropole bloquant ainsi 118 passagers.  
Air Horizons employait directement 40 personnes sur le Maroc. 
Le Tribunal de commerce de Bobigny (Seine-Saint-Denis) a finalement prononcé, le 7 décembre 2005, la liquidation judiciaire d'Air Horizons laissant 275 employés sur le carreau et ceci juste avant noël.

## Flotte
La compagnie s'est vite débarrassée des Boeing 737-800 d'Euralair pour des Boeing 737-300 et 400.
Elle possédait les Boeing 737-300 immatriculés F-GRNV et F-GRNF (145 sièges), Boeing 737-400 immatriculé F-GRNH (170 sièges) et Boeing 737-800 immatriculé F-GRNE (189 sièges) ainsi que des Boeing 757-200 immatriculés F-GRNG, F-GRNI et F-GRNJ (219 sièges).
Par la suite, la compagnie a loué des Boeing 757-200.

Avions d'Air Horizons
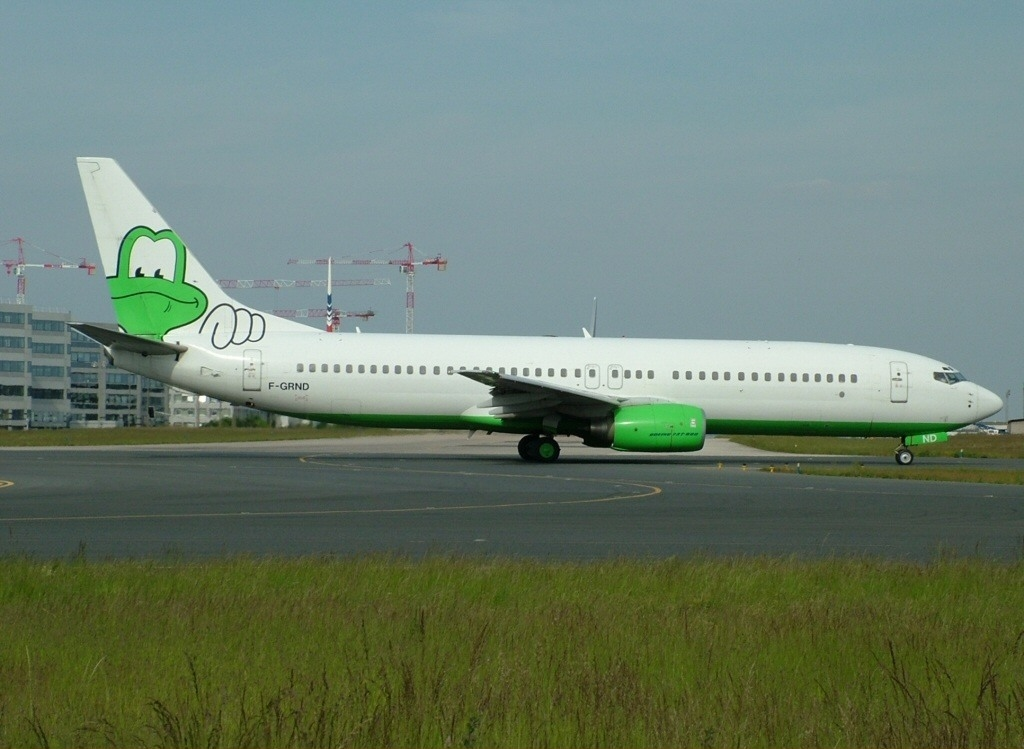
Boeing 737 d'Air Horizons aux couleurs de GO Voyages.
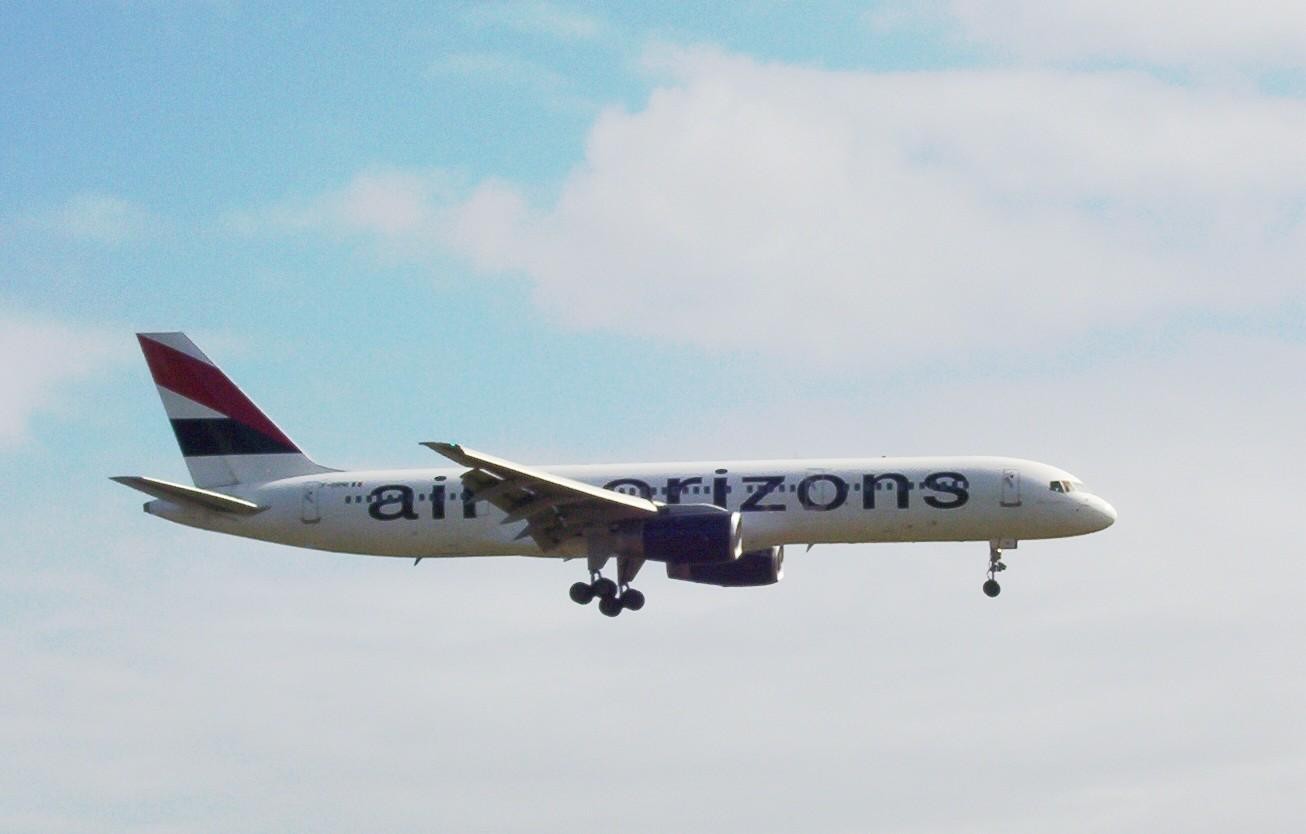
Boeing 757-200 d'Air Horizons sur l'aéroport de La Réunion Roland-Garros.
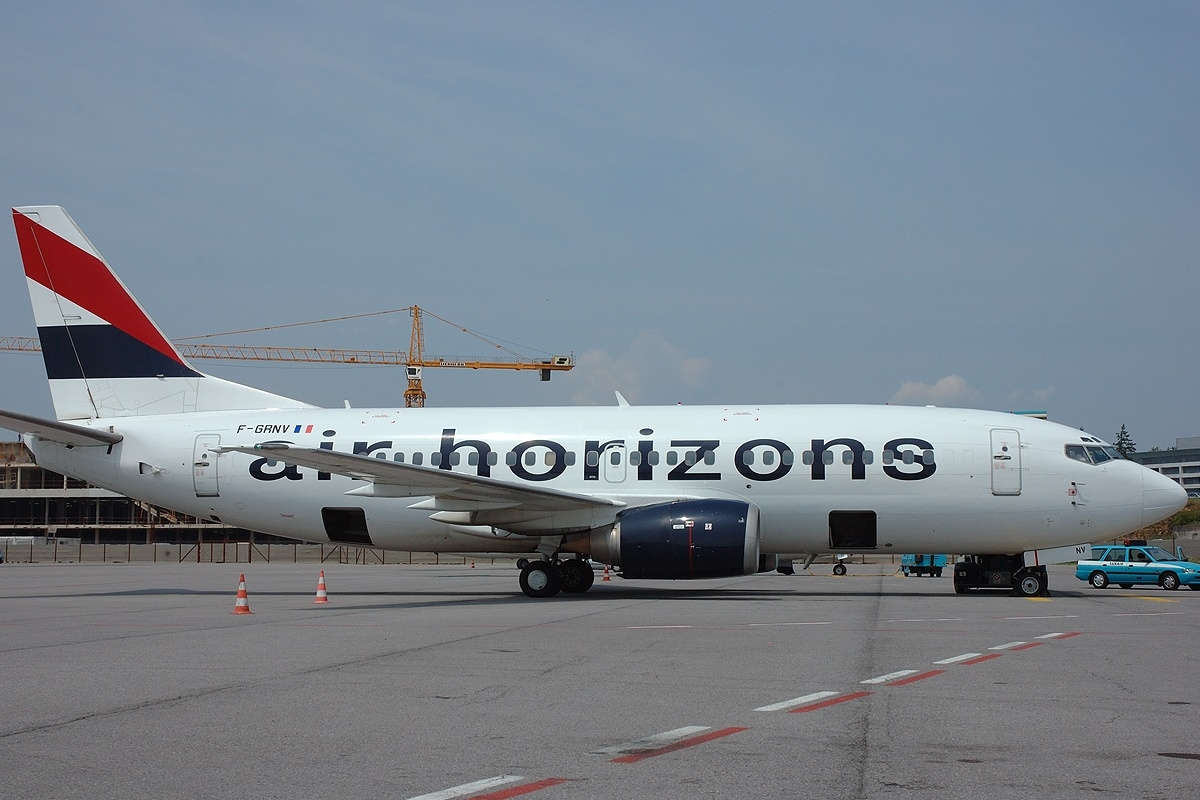
B 737 d'Air Horizons au Luxembourg en 2005.
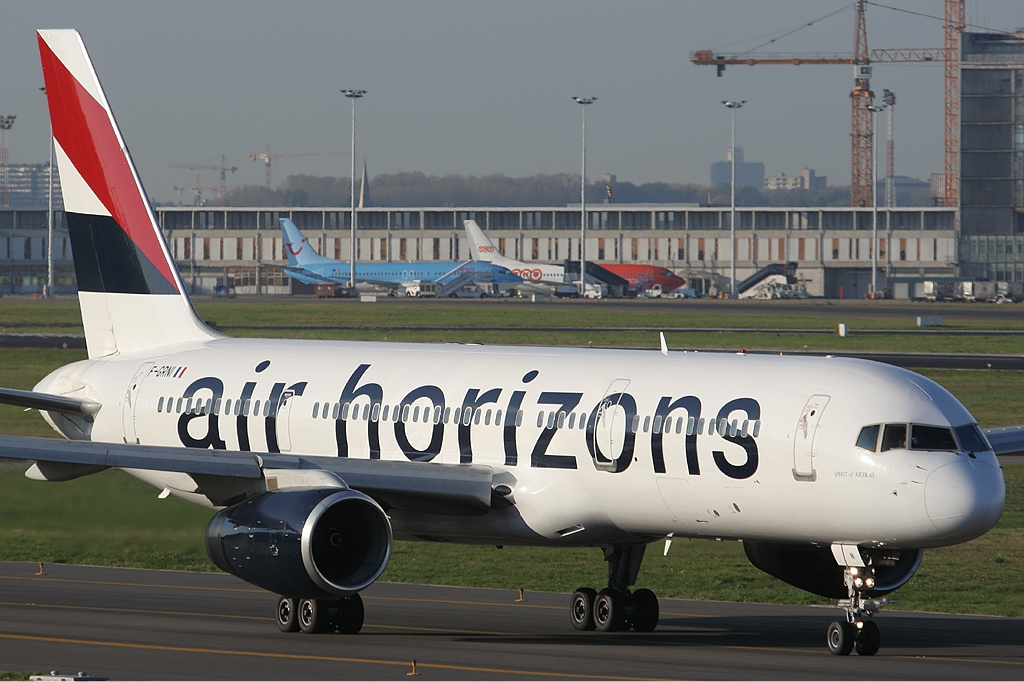
Boeing 757-200 d'Air Horizons.